# 前9年
| 千纪： | 前1千纪                                                                                              |
| 世纪： | 前2世纪 \| 前1世纪 \| 1世纪                                                                          |
| 年代： | 前30年代 \| 前20年代 \| 前10年代 \| 前0年代 \| 0年代 \| 10年代 \| 20年代                             |
| 年份： | 前14年 \| 前13年 \| 前12年 \| 前11年 \| 前10年 \| 前9年 \| 前8年 \| 前7年 \| 前6年 \| 前5年 \| 前4年 |
| 纪年： | 西汉元延四年                                                                                         |

## 大事记
- 潘諾尼亞正式被羅馬帝國吞併，成為其伊利里亞行省的一部份。[1]
- 阿勒塔斯四世（英语：Aretas IV Philopatris）繼立為納巴泰王國君主。[2]
- 西漢中山王劉興及定陶王劉欣（即後來的漢哀帝）在長安朝見漢成帝。劉欣在成帝面前對法律、禮儀等事應對得體，其祖母傅太后又賄賂皇后趙飛燕等人，取得成帝的好感，促成其次年獲任命為太子。[3]

## 出生
- 漢平帝，西漢皇帝（6年逝世）

## 逝世
- 尼祿·克勞狄·德魯蘇斯，莉薇婭之子，奧古斯都的繼子及養子（前38年出生）[4]